# Reviews of Modern Physics
Reviews of Modern Physics (abrégé en Rev. Mod. Phys.) est une publication scientifique à comité de lecture qui publie des articles de revue dans tous les domaines de la physique.
D'après le Journal Citation Reports, le facteur d'impact de ce journal était de 33,145 en 2009. Actuellement, le directeur de publication est Achim Richter.

## Histoire
Au cours de son histoire, le journal a changé de nom :
- The Physical Review Supplement, 1929
- Reviews of Modern Physics, 1930-en cours  (ISSN 0034-6861)